# Túró Rudi
A Túró Rudi kakaós masszával bevont édeskés-savanykás túrórúd, Magyarország egyik kedvelt túrós desszertje. Az orosz szirok alapján kezdték el Magyarországon gyártani az 1960-as évek végén. Nem  hungarikum, mivel  a hungarikumok hivatalos listájába nem került be.

## Elnevezése
A Túró Rudi nem a „túrórúd” fajtaneve, hanem lajstromozott védjegy. A szó ezért a jogosult cégek engedélye nélkül más cégek akár azonos, akár hasonló termékeinek elnevezésére nem használható, még „Túró Rudi-szerű”, „Túró Rudi-jellegű” összetételben sem.
Ennek ellenére más cégek gyakorta nevezik el hasonló termékeiket olyan módon, hogy az tartalmazza a Rudi szót, illetve utal a Túró Rudi névre (pl.: Trudi) Megint más gyártók egyszerűen csak túródesszertnek nevezik termékeiket, és létezik „Tejnasi” elnevezés is.
A név eredetéről számos legenda terjedt el, egyes források szerint Mandeville Rudolf volt a név ötletgazdája, a Pöttyös Túró Rudi gyártója szerint azonban Klein Sándor alkotta meg a nevet.

## Története

### A kezdetek
1954-ben Takó Imre iparigazgató, dr. Ketting Ferenc a Magyar Tejipari Kutató Intézet (MTKI) élelmiszeripari mérnöke és Borka Zsolt üzemképviselő tanulmányútra utazott a Szovjetunióba, a szocialista tejipar tanulmányozására. Ők ott látták meg a Túró Rudi ősét, a „глазированный сырок” (glazirovannij szirok) elnevezésű, túróvaj és zsír keverékéből készült, cukrozott és csokoládéval bevont, lágy állagú, kerek formájú édességet, amit akkor túrómignonnak neveztek el. Ez alapján egy hazai ízvilágnak jobban megfelelő terméket terveztek.
A túrós édesség termékfejlesztésének lebonyolításával az Erzsébetvárosi Tejüzem művezetőjét bízták meg. Klein Sándort, a Budapesti Műszaki Egyetem oktatóját pedig felkérték az új termékük reklámpszichológiai kampányának megtervezésére. Klein a formatervezést továbbadta két hallgatójának az Iparművészeti Főiskolán, ők találták ki és tervezték meg többek között a pöttyös csomagolást. Klein a névadás ügyében több szakemberrel – így például Radnai Béla reklámpszichológussal – tanácskozott, de végül egyikük tanácsát sem fogadta el. A Túró Rudi név végül saját ötletéből született. 
Az eredeti, piros copfos kislány rajzával díszített pöttyös csomagolást Klein tanítványai – két iparművészeti főiskolás készítette. A név sokakban felháborodást keltett, a Hírlapkiadó Vállalat reklámcsoportjának vezetője egyenesen erkölcstelennek nevezte.

### Gyártása

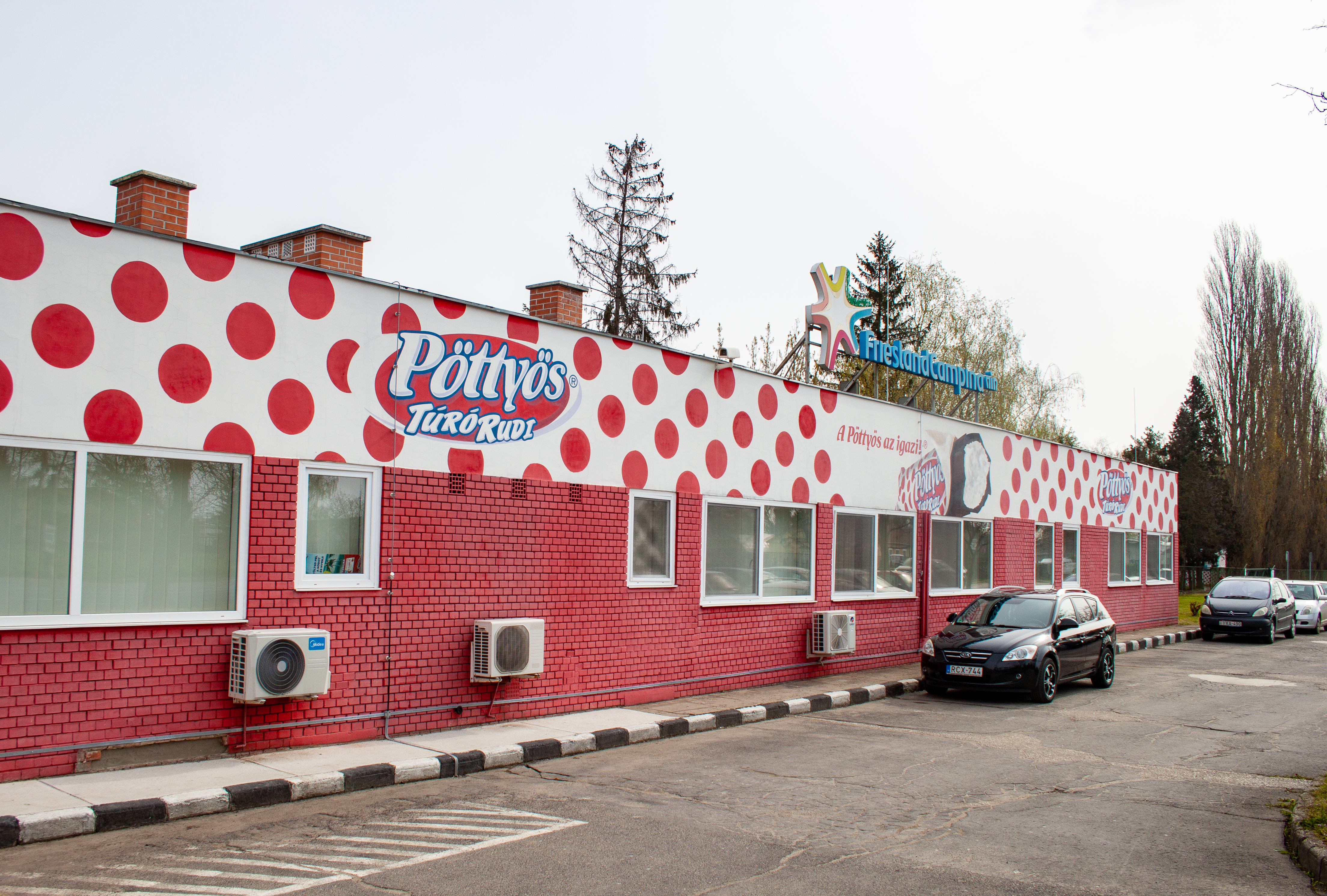
A mátészalkai tejüzem 2021-ben

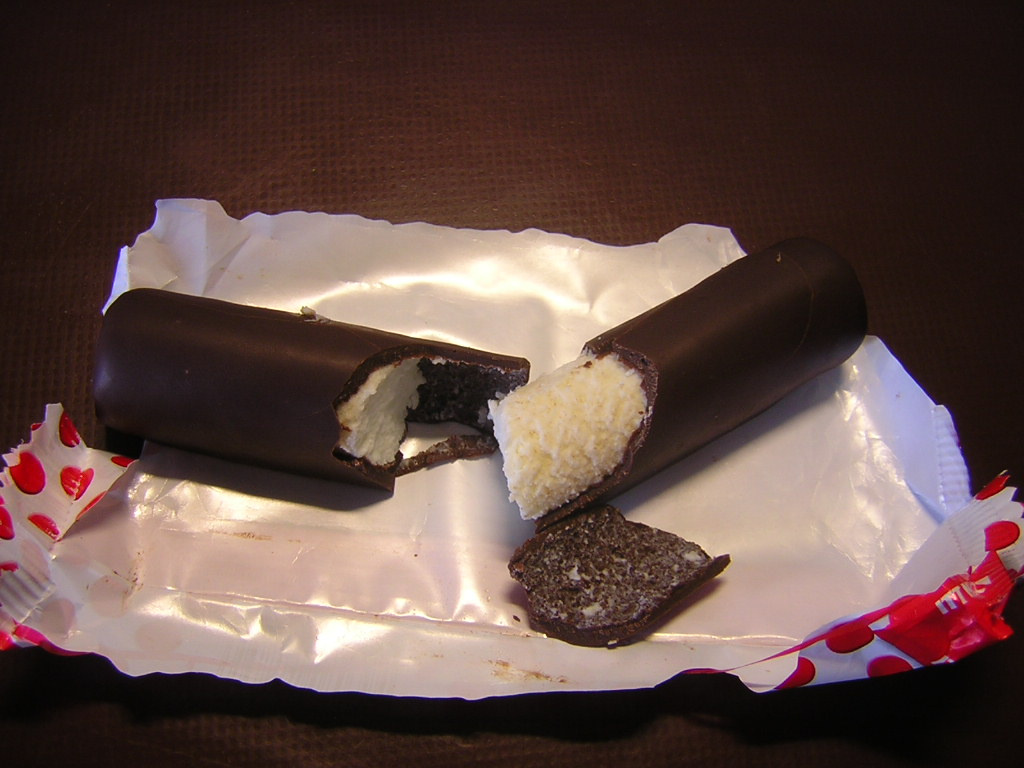
A FrieslandCampina által gyártott, közkedvelt Pöttyös Túró Rudi

A Túró Rudi elkészítésénél „bábáskodó” vezető tejipari szakember Mandeville Rudolf az Erzsébetvárosi Tejüzem művezetője volt. 1968-ban, a szovjet szabvány módosított változataként kezdték el gyártani az édességet először a Budapesti Tejipari Vállalatnál, azonban termelési nehézségek miatt hamar átkerült a Szabolcsi Tejipari Vállalathoz, ahol Nyíregyházán indult meg a próbaüzem, ám helyszűke miatt végül Mátészalkára vitték a túróüzembe, ahol az emeleten kapott helyet. Itt 25-30 fő dolgozott, akik három műszakban gyártották a terméket, szemmértékkel mérve ki a három dekás tömeget. 1970. augusztus 20-án a gyártást áthelyezték az új mátészalkai üzembe, ahol szintén a túrórészlegen készült a termék. Csak az 1980-as években kapott a Túró Rudi külön részleget. A csomagolás eleinte kézzel történt, megcsavarták a papírt a rúd két végén, a 80-as években álltak át fémfóliás csomagolásra. A mátészalkai gyárban készültek az epres, barackos, málnás, áfonyás és kókuszos változatok. Eleinte csupán napi 36 000 darabot gyártottak, majd a 70-es 80-as évekre ez a szám 300 000-re nőtt.
Egyetlen TÚRÓ RUDI védjegy volt, a Tejipari Vállalatok Trösztje javára lajstromozva. A tröszti szabvány alapján 1981-ben a nagybánhegyesi Zalka Máté Termelőszövetkezet (Zalkatej) tejüzemben is megkezdték a gyártást, itt többek között a Kakaós Rudi, a Cinki, és a Kalci Rudi nevű termékek készültek, valamint a 90-es évektől egészségesebb összetételű variációkat is gyártottak, 1999-ig. Itt gyártottak először diós és mogyorós verziót. A gyár a Szerencsi Csokoládégyártól vásárolta a 12 csöves, faszerkezetű gyártósort, a mártógépet az NDK-ból hozták. Az 1990-es években saját fejlesztésű gépre cserélték az eredeti faszerkezetet. A nagybánhegyesi termelést minőségi kifogások érték az 1980-as években, 1984-ben a Magyar Nemzet arról számolt be, hogy a termékhez silányabb alapanyagokat, adalékanyagokat kezdtek használni, a minőségromlásra sok panasz érkezett a KERMI-hez, a vizsgálat nyomán pedig a nagybánhegyesi termelőszövetkezetet megbírságolták. A Kaposvári Tejipari Vállalat Marcali Üzemében 1984-ben kezdődött meg a Túró Rudi gyártása.1993 óta már csak túródesszertek gyártása folyik az üzemben.
Mivel az 1980-as években csak három nap volt a termék szavatossága, így a fogyasztók kiszolgálását két gyártó látta el, a marcali üzemnek értelemszerűen a nyugati országrész jutott, a keleti országrészt pedig a mátészalkai üzem terítette.

### A privatizáció óta
A tröszt megszűnése után a gyártó vállalatokat privatizálták. A rendszerváltás után, 1994-ben a Kaposvári Tejipari Vállalat (jogutód: Class Tej Rt.) racionalizációja miatt a Marcali Tejüzemet hat magánszemély vásárolta meg. Az üzem Tejdesszert Kft néven folytatta a túródesszertek gyártását.   A marcali üzemet 1995 tavaszán a francia Danone cégcsoport vásárolta meg.
A privatizált üzemek megvásárlásával a jogokat később a FrieslandCampina és a Danone szerezte meg. A Marcaliban gyártott Danone Túró Rudija 1995 óta viselte hivatalosan a nevet. A Danone 2002-től 2005-ig Lengyelországban is forgalmazta „Danio Batonik” néven, a FrieslandCampina pedig Romániában és Szlovákiában „Dots” névvel.
2009-ben a Sole-Mizo vásárolta meg a Danone marcali üzletágát és egyben a „Túró Rudi” védjegyoltalom egyik jogosultja is lett. 2020-ban a bejegyzett védjegyek többsége, köztük a „Pöttyös Túró Rudi” szóösszetétel védjegye továbbra is a FrieslandCampina-é, míg a Sole-Mizóhoz egy védjegyoltalmi bejegyzés kapcsolódik. Ez azt jelenti, hogy más cég nem használhatja a „Túró Rudi” kifejezést a termékein, ezzel igyekeznek megakadályozni a fajtanévvé válást.
A Friesland a mátészalkai gyárában készíti a termékét, 2015-ben a gyár kapacitása napi egymillió darab volt.

## Definíciója
A Magyar Élelmiszerkönyv meghatározása szerint a Túró Rudi tehéntúróból, esetleg vajból vagy tejszínből, cukorból stb., különböző ízesítőanyagok hozzáadásával, csokoládé- vagy kakaómassza bevonattal készített, közel hengeres alakú, desszert jellegű túrókészítmény.
A túrótöltet tejeredetű termékhányadának legalább 50% (m/m) kell lennie. Érzékszervi követelmények:
- Alak: közel hengeres alakú, sima vagy enyhén bordázott felületű rudacska.
- Külső: a csokoládé- vagy kakaómassza a túrókorpuszt egyenletes vastagságban és összefüggően vonja be, sötétbarna színű, jól tapad, nyomásra enyhén repedezik.
- Szín: a túrómassza egyenletesen fehér vagy sárgásfehér, ízesítés esetén az ízesítőanyagra jellemző színű.
- Szag: a túrókorpusz bevonatára és anyagára jellemző.
- Íz: kellemesen édeskés-savanykás, a túrómasszára, annak ízesítésére és bevonatára jellemző, tiszta, harmonikus.

## Összetétele

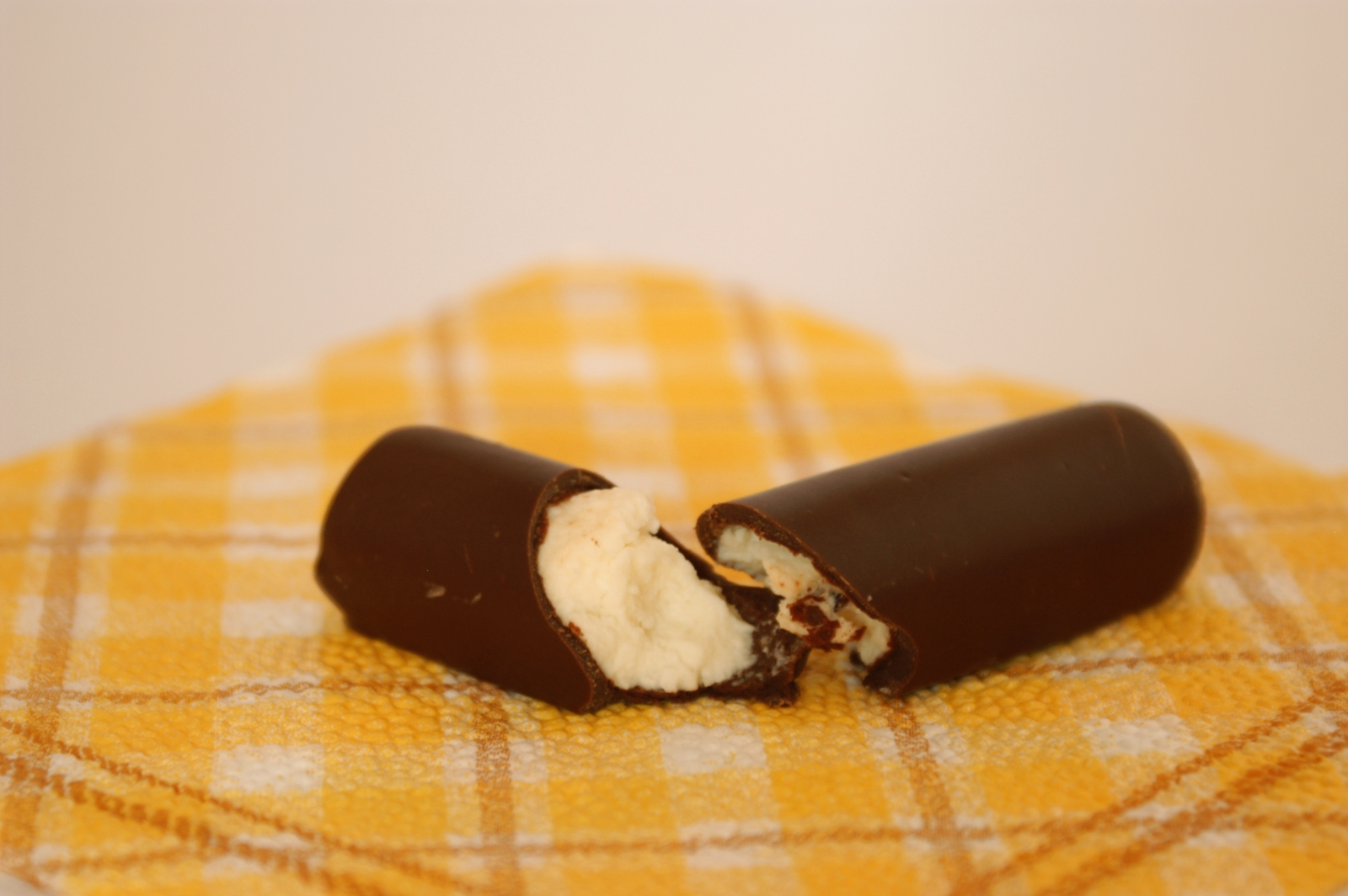
Túró Rudi félbetörve

A desszert összetétele a gyártótól és típustól függően változhat. A natúr Pöttyös Túró Rudi 42% zsírszegény tehéntúrót tartalmaz, minimum 35% kakaós étbevonómasszával készül, mely cukorból, hirdogénezett pálmaolajból, kakaóporból, emulgeálószerekből és aromából áll. Felhasználnak még cukrot, vajat, kukoricakeményítőt, túrósavóport, savanyúságot szabályozó anyagokat (kalcium-malát, kalcium-laktát, kalcium-citrát), valamint kálium-szorbátot, mely tartósítószerként funkcionál.
A Túró Rudi bevonata nem valódi csokoládé, hanem „kakaós étbevonómassza”, ami a csokoládé gyengébb minőségű helyettesítő terméke, melyben a kakaóvajat a lényegesen olcsóbb hidrogénezett növényi zsírral helyettesítik. Ez ún. transz-zsírsavakat tartalmazhat, melyet a kutatások összefüggésbe hoztak szívbetegségekkel, cukorbetegséggel, elhízással és számos egyéb megbetegedéssel. Az Országos Élelmezés- és Táplálkozástudományi Intézet (OÉTI) 2012. októberi jelentése alapján a vizsgált Túró Rudi termékek transz-zsírsav-tartalma minden esetben 0,2 g/100 g termék alatt volt. Az Egészségügyi Világszervezet (WHO) ajánlása szerint a maximális napi transz-zsírsav bevitel, ami még nem jelent veszélyt az egészségre, az elfogyasztott kalóriák 1%-a lehet. Ez egy felnőtt számára nagyjából egyenértékű 2 gramm transz-zsírsav bevitelével.

## Változatai

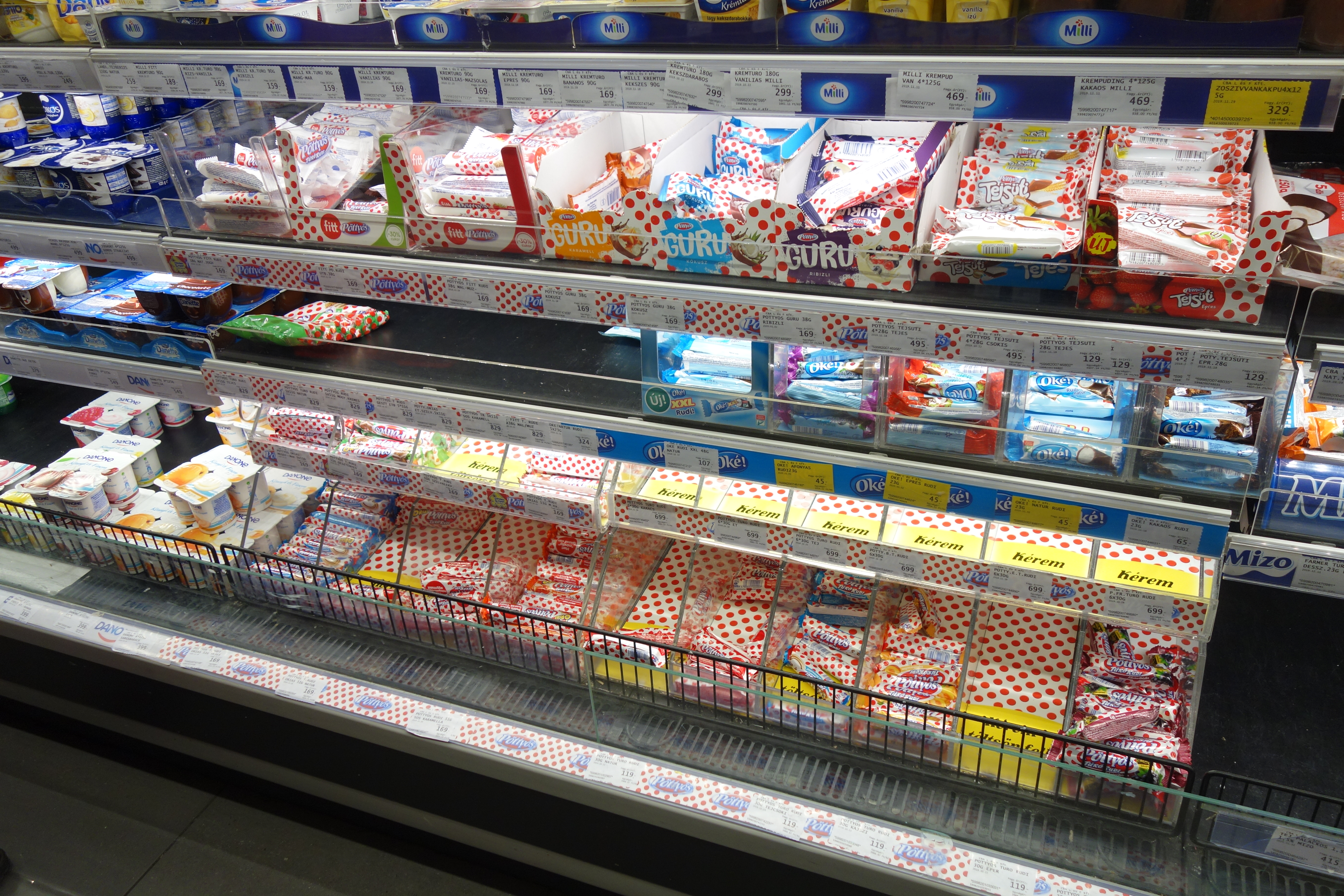
Túró Rudik és túródesszertek egy üzletben

A desszertnek több változata is kapható a boltokban, a „Túró Rudi” nevet (bizonyos csomagolási dizájnnal és betűtípussal) csak a két védjegyoltalom-jogosult, a FrieslandCampina és a Sole-Mizo használhatja. A többi gyártó más neveken kénytelen forgalmazni a hasonló összetételű túródesszertjét. Olyan változat is kapható volt, amely valódi csokoládébevonattal készült, például a Milka márkanév alatt, Super Rudi néven forgalmazott termék a Danone-tól („natúr, félzsíros, tejalapú desszert, Milka alpesi tejcsokoládéval bevonva”). 
A vélemények megoszlanak, hogy melyik változat a legfinomabb. Habár a Túró Rudi név használati jogát a FrieslandCampina, illetve a Sole-Mizo birtokolja, néhány gyártó azt állítja, hogy az ő terméke közelebb van az „eredeti” Túró Rudihoz, főként mert valódi túrót (nem pedig „tejipari termékeket” vagy savanyított növényi zsírokat) tartalmaz.

### Exportált termékek és külföldi változatok
Az osztrák Landfrisch cég is elkezdte a maga – bevallottan a magyar Túró Rudiról másolt – túródesszertjét forgalmazni Landfrisch Rudi néven. A Landfrisch Rudi a magyar elődhöz hasonlóan csokoládébevonatú, de édesebb, mert nincs benne citrom. A natúr túróízűn kívül kókuszos és vaníliás változatban is kapható, a 2005-ös Anuga élelmiszeripari vásáron innovációs díjjal tüntették ki.
A Friesland Európa több országában a Dots márkanevet vezette be a magyar Pöttyös analógiájára. A magyar név azért nem tartható, mert a piackutatások szerint az ékezetes betűk a vásárlók többségében nem megbízható, török árukat idéznek.[forrás?] Szlovákiában is ők forgalmazzák a terméket, kicsit édesebb töltelékkel és tejcsoki bevonóval Dots márkanév alatt, a magyarországihoz hasonló csomagolásban. Csehországban a Danone forgalmazott hasonló édességet Duett Rudi néven.
Lengyelországban Danio Batonik néven a Danone forgalmazta a hazánkban Danone Túró Rudi néven ismert terméket.
Kínában (a Hello Kittyre utalva) Túró Kiittyy néven akarták forgalmazni az édességet, 2008. október 16-án avatták fel az üzemet, napi százezer darabos mennyiséget terveztek. Ugyanakkor az engedélyeket nem sikerült beszereznie a cégnek, a marketingkampány is elmaradt, a felvett hitelt pedig nem fizették vissza.

## Házi készítése
Túró Rudihoz hasonlító desszert otthon, házilag is készíthető. Mesterséges ízfokozóktól és tartósítószerektől mentes desszert készíthető tehéntúró, citrom, vanília, cukor, vaj, csokoládé és némi zselatin felhasználásával.

## A művészetekben
- A 100 Folk Celsius együttes Túró Rudi c. zeneszáma (1986)